# Eugenia schunkei
Espèce
Statut de conservation UICN

 VU D2 : Vulnérable
Eugenia schunkei est une espèce de plantes à fleurs de la famille des Myrtaceae. C'est un arbre originaire d'Équateur et du Pérou. Il pousse en milieu tropical humide.

## Publication originale
- Fieldiana, Botany 29(3): 218. 1956.